# Shadow Hills
Shadow Hills är ett delvis bebyggt område i de norra delarna av Los Angeles, Kalifornien, USA. Shadow Hills är en del av Crescenta Valley och ligger öster om San Fernando Valley.

## Historia
Shadow Hills hör till stadsdelen Sunland i Los Angeles och det finns många hästgårdar i området som till stora delar har förblivit obebyggt trots att Shadow Hills har tillhört staden Los Angeles sedan 1926. 

## Geografi
Området ligger vid sydsluttningarna av San Gabriel Mountains.
Shadow Hills ligger norr om Burbank och nära den västra delen av Tujunga Valley, en del av den större Crescenta Valley som börjar vid Hansen Lake-reservoaren.

## Befolkning
Enligt folkräkningen år 2000, har Shadow Hills 3 739 invånare. 79 % "Caucasian"/"Vita", 14 % Latinamerikaner, 3 % Asiater, och 1 % Afroamerikaner. 